# 長寿寺 (鎌倉市)

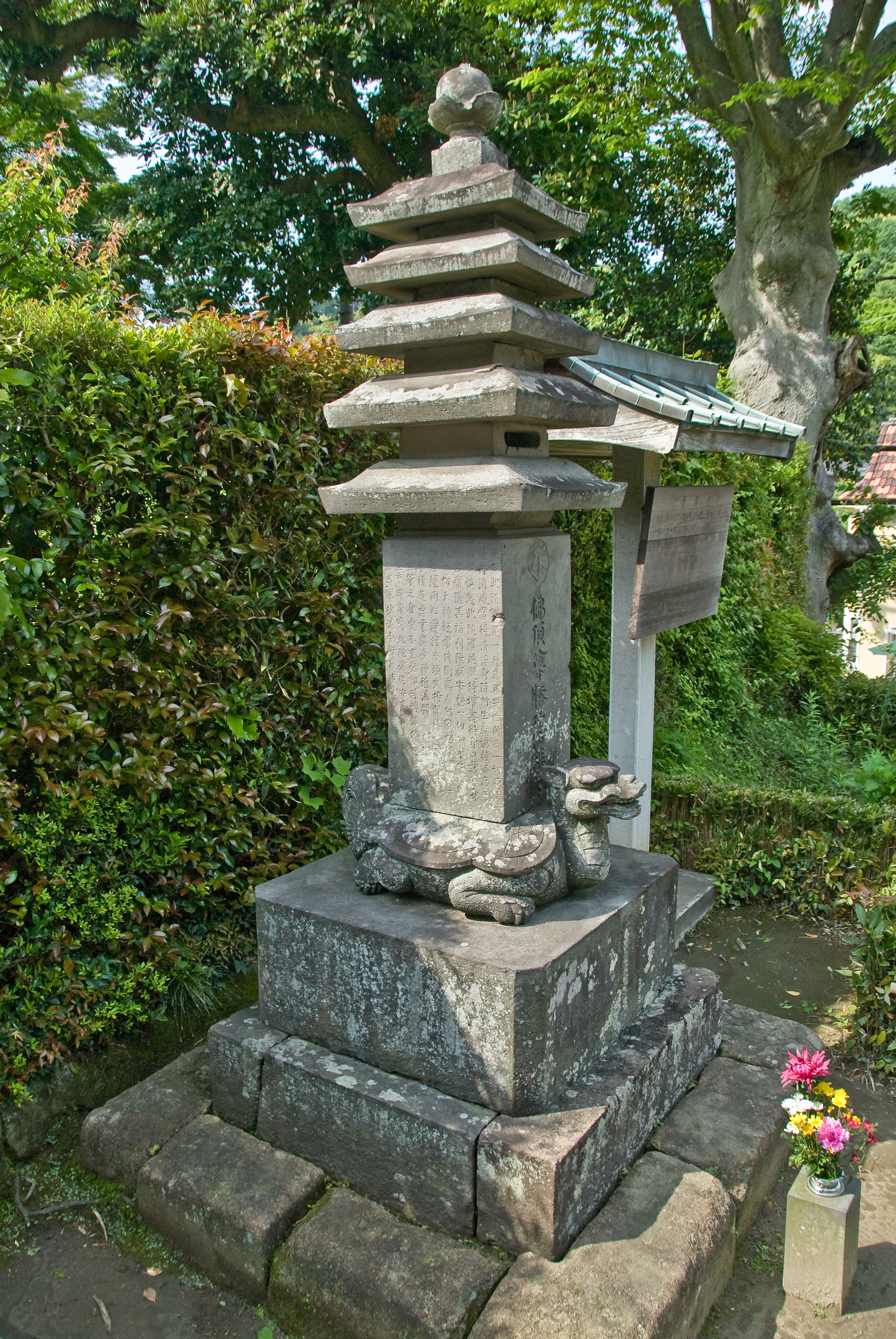
境内にある亀趺。石碑の表は「佛頂尊勝陀羅尼」と彫られている。

長寿寺（ちょうじゅじ）は、神奈川県鎌倉市にある臨済宗建長寺派の寺院。山号は宝亀山。本尊は釈迦如来。
かつて境内は非公開であったが、近年は春（4月 - 6月）と秋（10月 - 11月）の週末（金 - 日)限定で公開を行っている。

## 歴史
創建年・開基ともに不明であるが、鎌倉公方足利基氏が父尊氏の菩提を弔うために建立したと伝える。境内には足利尊氏の遺髪を埋めたと伝わる五輪塔がある。

## 所在地
- 神奈川県鎌倉市山ノ内1503